# Research4Life
Research4Life — це платформа та веб-сайт, присвячений оприлюдненню рецензованих знань для студентів і дослідників у країнах з низьким рівнем доходу. Research4Life надає безкоштовний або недорогий доступ до академічного та професійного рецензованого контенту в Інтернеті. У 2021 році Research4Life запропонував 132 000 провідних журналів і книг у сферах охорони здоров’я, сільського господарства, навколишнього середовища, прикладних наук і правової інформації.

## організація

### Партнери
Research4Life очолюється Виконавчою радою та кількома допоміжними командами представників різноманітних партнерських організацій, зокрема:
- Корнельський університет
- Elsevier
- Продовольча та сільськогосподарська організація ООН (ФАО)
- Інформаційний навчальний та просвітницький центр для Африки (ITOCA)
- Міжнародна організація праці (МОП)
- Бібліотекарі без кордонів
- Oxford University Press
- Портсис
- STM
- Taylor & Francis Group
- Програма ООН з навколишнього середовища (ЮНЕП)
- Всесвітня організація охорони здоров'я (ВООЗ)
- Всесвітня організація інтелектуальної власності (ВОІВ)
- Бібліотека Єльського університету

### Програми
Research4Life складається з п'яти програм:
- HINARI(інші мови), дослідження для здоров'я;
- AGORA(інші мови), Access to Global Online Research on Agriculture, дослідження сільського господарства;
- ARDI, Access to Research for Development and Innovation, дослідження для розвитку та інновацій;
- OARE, Online Access to Research in the Environment, дослідження навколишнього середовища
- GOALI, Global Online Access to Legal Information, дослідження глобального правосуддя